# Frank De Bleeckere
Frank de Bleeckere (Oudenaarde, Bélgica, 1 de julio de 1966) es un exárbitro de fútbol de Bélgica. Fue profesional desde el 1 de enero de 1998 y árbitro FIFA desde 2001. Entre otros torneos, ha pitado en la final de la Copa Mundial de Fútbol Sub-17 de 2005 (México vs. Brasil), la Copa Mundial de Fútbol de 2006, la Eurocopa 2008 y la Copa Mundial de Fútbol de 2010. 

## Carrera
Procediendo de una familia de árbitros, pues también su padre y su abuelo fueron árbitros de primera división en Bélgica, Bleeckere inició su carrera como árbitro en 1984. El 1 de abril de 1995 dirigió su primer partido en el juego entre el KAA Gent y el RFC Lieja. Se convirtió en árbitro FIFA en 1998 y dirigió su primer partido internacional el 2 de junio del 2000 en un amistoso entre Portugal y Gales.
Su primer juego internacional oficial fue el 24 de marzo de 2001 en un partido entre Chipre y la República de Irlanda. Este partido correspondió a la fase de clasificación de UEFA para la Copa Mundial de Fútbol de 2002. En 2005, dirigió cinco partidos de la Copa Mundial Sub-17, incluyendo la final del torneo entre México y Brasil. Al año siguiente, dirigió en el Mundial de Alemania: en primera fase, Argentina-Costa de Marfil y Japón-Croacia; en octavos de final, Inglaterra-Ecuador; y, en cuartos de final, Italia-Ucrania. En la Eurocopa 2008 dirigió dos encuentros de primera fase y la semifinal del torneo entre España y Rusia. El 28 de agosto del 2009, fue el árbitro principal en la Supercopa de Europa jugada entre el FC Barcelona de España y el FC Shakhtar Donetsk de Ucrania.
En el Mundial de Sudáfrica 2010 ha dirigido tres juegos: en primera fase, Argentina-Corea del Sur y Estados Unidos-Argelia; mientras que, en octavos de final, dirigió el partido Paraguay-Japón.
En sus últimos años sus actuaciones han estado marcadas por la polémica, lo que ha conferido cierta fama en los círculos futbolísticos. En la semifinal de Liga de Campeones del año 2010 entre el Inter de Milán y el FC Barcelona, expulsó al jugador Motta al entender que había agredido a Sergio Busquets por un manotazo claro. En la semifinal de Liga de Campeones del año 2011 entre el Real Madrid y el FC Barcelona anuló un gol legal a Gonzalo Higuaín por entender que Cristiano Ronaldo, que había sido empujado por Gerard Piqué, había hecho falta a Javier Mascherano. 
Al margen de su ocupación arbitral, De Bleeckere trabaja como relaciones públicas de una empresa fabricante de escaleras en su país.

## Distinciones individuales
- Árbitro del Año en Bélgica: 2000, 2001, 2002 y 2003.[2]
- Tercer mejor árbitro del año según IFFHS: 2008.[6]